# Litteratur och revolution
Litteratur och revolution (ryska: Литература и революция) är en bok av den ryske politikern och revolutionären Lev Trotskij, utgiven 1924. I boken analyserar och bedömer Trotskij utifrån marxismens hållningssätt de strömningar som präglade den ryska litteraturen mellan 1905 och 1917. Därtill kommenterar Trotskij bland annat Vladimir Majakovskijs självmord, futurismen samt Ignazio Silones roman Fontamara.
I förordet kommenterar Trotskij begreppet "proletär kultur":
| ” | Det är i grunden felaktigt att ställa proletär mot borgerlig kultur och konst. Proletär kultur och konst kommer aldrig att finnas till. Den proletära regimen är tillfällig och övergående. Vår revolution hämtar sin historiska betydelse och moraliska storhet från det faktum att den lägger grunden till ett klasslöst samhälle och den första sant universella kulturen. | „ |